# Viding Herred
Viding Herred (på dansk findes også Hors(e)bøl Herred el. Vidding Herred; på tysk: Wiedingharde) var et dansk herred i Utlande og senere i Tønder Amt i Sønderjylland/Slesvig. Viding Herred har fået navn efter Vidåen.

## Historie
Herredet dukker for første gang op i skriftlige kilder i 1231, hvor herredet nævnes i Kong Valdemars Jordebog som Hviding Herred (Hwitynghæreth). Viding Herred udgør sammen med Bøking Herred og de nordfrisiske øer og halliger den nordfrisiske bosætningsområde, som kendes også som Utlande eller Friselagen.
Gennem århundreder med store stormfloder gik store landområder tabt, inden en enkelte ø blev tilbage. Denne ø var forbindet med fastlandet via en befæstet dæmning. Øens sidste bebyggelser lå på ophøjede værfter. I 1359 indsatte Valdemar Atterdag kaperkaptajnen Valdemar Zappy som staller over området.
Stormfloden i 1362 (Den store manddrukning eller Anden marcellusflod) medførte endnu større landtab. Tre kirker gik under og mange druknede. For at beskytte sig imod nye oversvømmelser, oprettedes i 1436 en ringdige (kaldet den gyldne ring). Demed blev områdets første kog (≈ inddiget marskland) etableret. De centrale dele af herredet var nu beskyttet på alle sider og samtidigt gjorde inddigningen det muligt at drive intensivt landbrug. I 1426 vedtog repræsentanter for Viding Herred, Bøkingherred og øerne Strand, Sild og Før den såkaldte Siebenhardenbeliebung (på dansk: Syv Herreders Vedtægt), som tilsikrede dem en omfattende retsautonomi. Viding Herred forblev en ø frem til 1566, da Gudskogen blev inddiget. Siden den dag er herredet igen en del af fastlandet. Alligevel gik i 1615 den udenfor ringdiget liggende by Rikkelsbøl (frisisk og sønderjysk Rekelsbel) under. Halvdelen af indbyggerne druknede i floderne. Herredets øvrige byer havde før nægtet rikkelsbøllerne at udbedre deres dige. I 1681 blev Christian-Albrechts-Kog inddiget. Nord derfra fulgte i 1692 Gamle Frederikskog.
Som følge af de napoleoniske krige gik i årene mellem 1827 og 1829 op til 70 gårde konkurs og mange udvandrede til Nordamerika. Efter den 2. slesvigske krig i 1864 blev Vidingherred for første gang i historien en del af den tyske statsdannelse. Ved folkeafstemninger om Sønderjyllands nationale tilhørsforhold i 1920 stemte flertallet i Viding Herred for Tyskland og området kom ikke med i genforeningen. På trods af det forblev en del af befolkningen dansksindet. Ud over tysk taler befolkningen dansk (sønderjysk eller sydslesvigsk rigsdansk) og vidingherredfrisisk. I 1925 blev i sammenhang med oprettelsen af den nye Hindenburgdæmning den nye Vidingherred Kog med et nytteareal på 260 ha og Trekantskogen med et areal på 62 ha medinddraget i inddigningsproces. Frem til slutningen af året 2007 dannede kommunerne Aventoft, Embsbøl-Horsbøl, Friedrich-Wilhelm-Lübke-Kog, Klangsbøl, Nykirke og Rødenæs den såkaldte Amt Wiedingharde (≈kommunesammenslutning Vidingherred).

## Nutiden
Området er i dag præget af landbrug og flere støre vindmølleanlæg. Navnet Viding Herred holdes stadig i live. Bland andet findes Vidingherreds Danske Skole i Nykirke.

## Sogne i Viding Herred
I herredet ligger følgende sogne:
- Aventoft Sogn
- Embsbøl Sogn
- Horsbøl Sogn
- Klangsbøl Sogn
- Nykirke Sogn
- Rødenæs Sogn